# Młyniska (Gdańsk)
Młyniska (dawniej Szelmeja, kaszb. Szelmeja, niem. Schellmühl) – dzielnica przemysłowo-mieszkaniowa Gdańska, położona w centralnej części miasta, nad Martwą Wisłą.

## Położenie

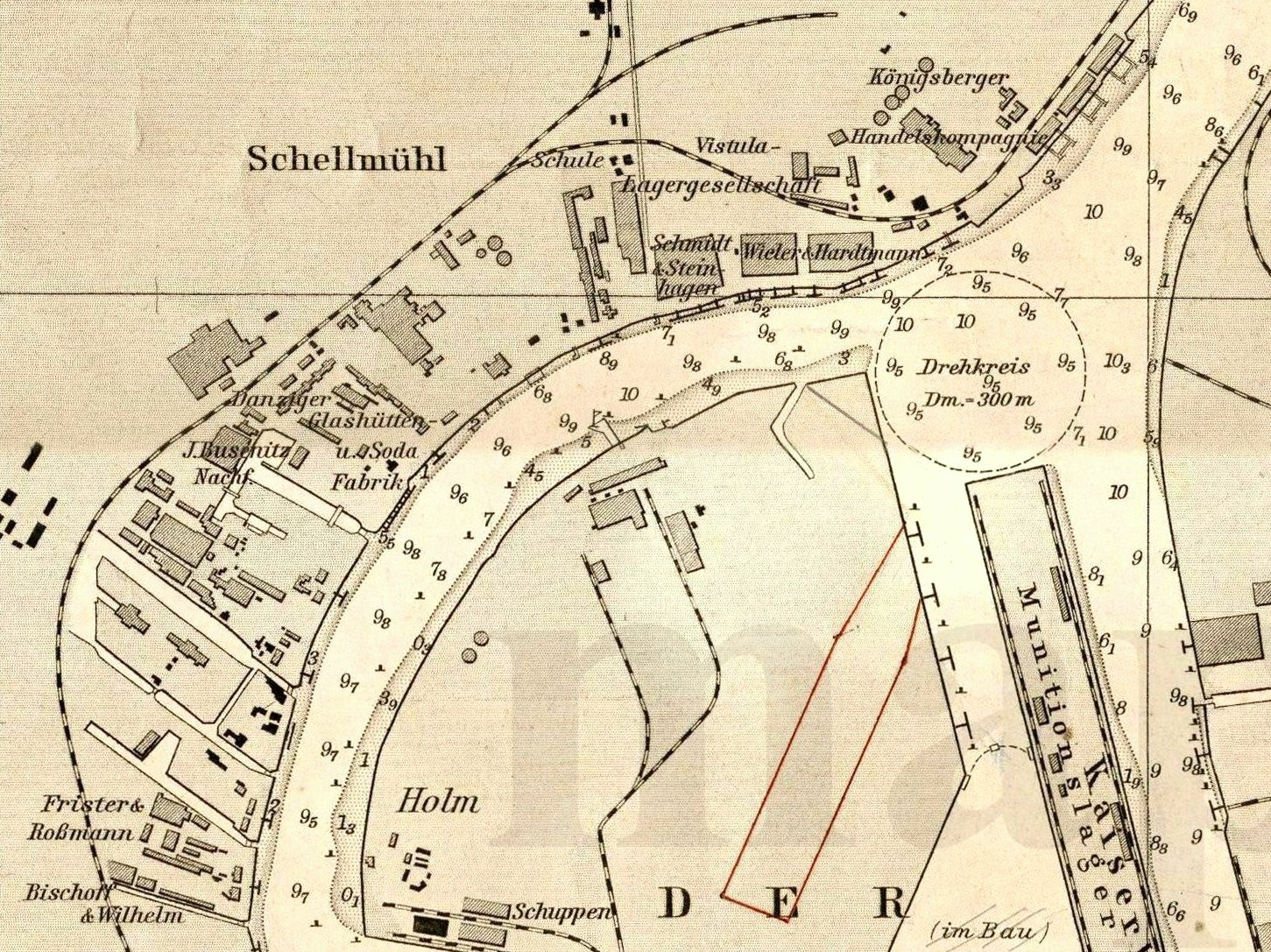
Północna część Młynisk na mapie z 1909

W skład dzielnicy wchodzą tereny na zachodnim brzegu Martwej Wisły oraz wyspa na tej rzece - Ostrów. Od północy graniczy z Letnicą, od południa ze Śródmieściem, od zachodu z Aniołkami i Wrzeszczem Dolnym. Przez Kanał Kaszubski biegnie granica z dzielnicą Przeróbka.

### Granice dzielnicy
Według statutu dzielnicy granice stanowi rozwidlenie Martwej Wisły i Kanału Kaszubskiego na wysokości Nabrzeża Szczecińskiego i Nabrzeża Chemików, dalej biegnie w dół Kanału Kaszubskiego do połączenia z Martwą Wisłą na wysokości Nabrzeża Krakowskiego. Następnie skręca w kierunku południowo–zachodnim do zbiegu ulicy Podstocznej i Rybaki Górne (bez tych ulic), dalej biegnie w kierunku zachodnim do ulicy Gazowniczej (bez tej ulicy) i skręca na północ wzdłuż ulicy Doki (bez tej ulicy). Na wysokości ulicy Robotniczej skręca w kierunku zachodnim do ulicy Jana z Kolna. Dalej biegnie wzdłuż torów kolejowych w kierunku SKM Brzeźno do skrzyżowania z ulicą Reja, skręca na wschód wzdłuż tej ulicy, przechodząc w ulicę Swojską. Na styku z Martwą Wisłą skręca w kierunku północnym i biegnie wzdłuż Martwej Wisły do połączenia z Kanałem Kaszubskim.
Do dzielnicy Młyniska należą:
- Ostrów – wyspa, tereny przemysłowe – stocznie
- Młode Miasto – tereny postoczniowe
- Składy – tereny przemysłowe
- Zielony Trójkąt – osiedle mieszkaniowe

## Transport
Przez dzielnicę przebiega droga krajowa nr 91 pod postacią ul. Jana z Kolna i ul. Marynarki Polskiej. Ulice te łączą się na Węźle Kliniczna. Na węźle stykają się linie tramwajowe z Wrzeszcza, Nowego Portu i Śródmieścia. Znajduje się tu pętla tramwajowa Kliniczna. Na obrzeżu dzielnicy znajduje się przystanek Szybkiej Kolei Miejskiej Gdańsk Stocznia.

## Obiekty
- Gdańska Stocznia „Remontowa”
- Stocznia Gdańska
- Stocznia Północna
- Elektrociepłownia Gdańsk
- Europejskie Centrum Solidarności
- Kościół NMP Matki Kościoła i św. Katarzyny Szwedzkiej
- Przystanki Szybkiej Kolei Miejskiej: 
  - Gdańsk Stocznia
  - Gdańsk Nowe Szkoty
- Stadion SKS Polonia Gdańsk

## Rada Dzielnicy

### Kadencja 2024–2029[4][5][6][7]
- Przewodnicząca Zarządu Dzielnicy 
  - Joanna Grzenia
- Przewodniczący Rady Dzielnicy 
  - Tomasz Larczyński

### Kadencja 2019–2024[8]
- Przewodnicząca Zarządu Dzielnicy 
  - Monika Strugała
- Przewodniczący Rady Dzielnicy 
  - Krzysztof Dzienis

### Kadencja 2015–2019[9]
- Przewodnicząca Zarządu Dzielnicy 
  - Monika Strugała
- Przewodniczący Rady Dzielnicy 
  - Krzysztof Dzienis

### Kadencja 2011–2015[10][11]
do 1 czerwca 2014 jako Rada Osiedla
- Przewodnicząca Zarządu Dzielnicy 
  - Monika Strugała
- Przewodniczący Rady Dzielnicy 
  - Krzysztof Dzienis